# The Buggles
The Buggles е британска ню уейв група формирана през 1977 г. от Тревър Хорн (бас китара, китара, перкусии, вокали), Джеф Даунс (перкусии и синтезатори) и Брус Уули.
Видеоклипът към песента им Video Killed the Radio Star (1979), е първият излъчен клип по MTV (на 1 август 1981).

## Дискография

### Албуми
- The Age of Plastic (1980)
- Adventures in Modern Recording (1981)

### Сингли
- Video Killed the Radio Star (1979)
- Living in the Plastic Age (1980)
- Clean Clean (1980)
- Elstree (1980)
- Adventures in Modern Recording (1981)
- I Am a Camera (1981)
- On TV (1981)
- Lenny (1982)
- Beatnik (1982)

### Видео
- Video Killed the Radio Star
- Living in the Plastic Age
- Clean Clean
- Elstree
- Adventures in Modern Recording
- I Am a Camera